# بتهانی
بتهانی (انگلیسی: Bethany, South Australia) یک منطقه مسکونی در استرالیا است.